# Ангел Секулов
Ангел (Ангеле) Секулов, известен като Ангел Базернишки, е български революционер, войвода на Вътрешната македоно-одринска революционна организация.

## Биография
Секулов е роден в 1876 година в битолското село Базерник, тогава в Османската империя, днес Северна Македония. Завършва трето отделение. Емигрира в Свободна България в 1894 година.
Връща се в Македония и в 1903 година с четата на Гьорче Петров участва в Илинденско-Преображенското въстание в Битолски революционен окръг. След въстанието се крие в родното си Базерник и на следващата 1904 година е четник при войводата Алексо Стефанов, а след това при Ташко Арсов. От 1907 година е самостоятелен войвода в Гяваткол.
| Чета на Ангел Секулов в Демирхисарско, 1907 година | Чета на Ангел Секулов в Демирхисарско, 1907 година | Чета на Ангел Секулов в Демирхисарско, 1907 година | Чета на Ангел Секулов в Демирхисарско, 1907 година | Чета на Ангел Секулов в Демирхисарско, 1907 година |
| Номер                                              | Име                                                | Селище                                             | Околия                                             | Забележка                                          |
| -------------------------------------------------- | -------------------------------------------------- | -------------------------------------------------- | -------------------------------------------------- | -------------------------------------------------- |
| 1.                                                 | Ангел Секулов                                      |                                                    |                                                    |                                                    |
| 2.                                                 | Симеон Велчев                                      |                                                    |                                                    |                                                    |
| 3.                                                 | Цветан Стаматов                                    |                                                    |                                                    |                                                    |
| 4.                                                 | Петър Димитров                                     |                                                    |                                                    | [ 4 ]                                              |

В 1909 година е осъден от младотурското правителство на 5 години и лежи в Битоля.
През 1914-1915 година по време на Първата световна война води чета във Вардарска Македония, тогава негов четник е Недан Соколов.